# DBU Pokalen 2011-12
DBU Pokalen 2011-12 var den 58. udgave af DBU Pokalen. Turneringen blev vundet af FC København med en finalesejr på 1-0 over AC Horsens.

## 4. runde

### Hold
Fjerde runde har deltagelse af de 16 vindere fra 3. runde.
| AC Horsens AGF Brøndby IF FC København FC Midtjylland FC Nordsjælland HB Køge Silkeborg IF SønderjyskE | FC Fredericia FC Roskilde Hobro IK Vejle BK Viborg FF | Herlev Næsby BK |

### Kampe
| Dato   | Kamp                      | Res. |
| ------ | ------------------------- | ---- |
| 25-10. | FC Fredericia – Viborg FF | 7-6  |
| 26-10. | Herlev – AC Horsens       | 2-3  |
| 26-10. | Næsby BK – Silkeborg IF   | 4-3  |
| 26-10. | Hobro IK – SønderjyskE    | 0-2  |

| Dato   | Kamp                             | Res. |
| ------ | -------------------------------- | ---- |
| 26-10. | Vejle BK – AGF                   | 1-0  |
| 27-10. | Brøndby IF - FC København        | 0-3  |
| 27-10. | FC Nordsjælland – FC Midtjylland | 1-0  |
| 27-10. | FC Roskilde – HB Køge            | 1-2  |

## Kvartfinaler

### Hold
Kvartfinalerne har deltagelse af de 8 vindere fra 4. runde.
| AC Horsens FC København FC Nordsjælland HB Køge SønderjyskE | FC Fredericia Vejle BK | Næsby BK |